# Жук Ігор Вікторович
Ігор Вікторович Жук (нар. 19 березня 1992) — український футболіст, захисник.

## Життєпис
У ДЮФЛУ та юнацькому чемпіонаті Рівненської області виступав за рівненські колективи «Верес» та «Славія».
У дорослому футболі дебютував 2009 року в складі «Фортуни» (Велика Омеляна), яка виступала в першості Рівнеської області. Також у вище вказаному сезоні грав за «Верес-Водник» у вищій лізі чемпіонату Рівненської області. Наступного року підписав свій перший професіональний контракт, з «Вересом». У футболці рівненського клубу дебютував 3 квітня 2010 року в програному (0:5) виїзному поєдинку 14-го туру групи «А» Другої ліги України проти МФК «Миколаїв». Ігор вийшов у стартовому складі та відіграв увесь матч. У другій половині сезону 2009/10 та першій половині сезону 2010/11 років зіграв 21 матч у Другій лізі України та 1 поєдинок у кубку України.
З 2011 по 2019 рік виступав у чемпіонаті Рівненської області за «Верес-Водник», «Сокіл» (Садове), «Коливань» (Клевань) та «Переможець» (Грушвиця). У 2019 році перейшов до «Кінгсмана» з Канадської футбольної ліги. Згодом повернувся до України, виступав у чемпіонаті Рівненської області за «Переможець» (Грушвиця) та «Вікторію» (Кустин).